# هیندنبورگ (زاکسن-آنهالت)
هیندنبورگ (به آلمانی: Hindenburg) یک منطقهٔ مسکونی در آلمان است که در هوهنبرگ-کروزمارک واقع شده‌است. هیندنبورگ ۴۲۸ نفر جمعیت دارد.